# Vinícius Silva Soares
Tartá, właśc. Vinícius Silva Soares (ur. 13 kwietnia 1989 w Rio de Janeiro) – brazylijski piłkarz, występujący na pozycji ofensywnego pomocnika.

## Kariera klubowa
Tartá rozpoczął piłkarską karierę w Fluminense FC w 2007 roku, któremu pozostał wierny do chwili obecnej. Dotychczas rozegrał we Fluminense 29 meczów ligowych i strzelił 4 bramki. W roku 2008 dotarł z Fluminense do finału Copa Libertadores, w którym klub z Rio de Janeiro przegrał z ekwadorskim LDU Quito. Tartá nie zagrał w żadnym z dwóch spotkań finałowych.
Rok 2009 także zakończył sukcesem na arenie międzynarodowej w postaci finału Copa Sudamericana 2009, gdzie Fluminense podobnie jak rok wcześniej w Copa Libertadores uległ ekwadorskiemu LDU Quito.
Od stycznia do sierpnia 2010 był wypożyczony do Athletico Paranaense. Po powrocie do Fluminense zdobył z nim mistrzostwo Brazylii. W tym sezonie Tartá wystąpił w 6 spotkaniach, w których strzelił 2 bramki. Drugą część 2011 Tartá spędził na wypożyczeniu w japońskim klubie Kashima Antlers. 2012 rok rozpoczął od wypożyczenia do beniaminka Serié A – Portuguesy São Paulo. Dotychczas rozegrał w lidze brazylijskiej 52 mecze, w których strzelił 7 bramek.